# STAR Transit
 (octobre 2024).
STAR Transit est un logiciel de traduction assistée par ordinateur (TAO). Il est édité par le Groupe STAR.

## Fonctionnement du logiciel
Comme tout logiciel de TAO, l'objectif de STAR Transit est d'optimiser le travail du traducteur professionnel en lui proposant, en cours de traduction, des phrases similaires ou identiques, déjà traduites lors de précédents projets.
STAR Transit est architecturé autour d'une mémoire de traduction documentaire (et non autour d'une base de données de segments, comme chez la plupart de ses concurrents).
Les documents traduits servent de référence pour les traductions à venir. À tout moment, les propositions de traduction faites par le logiciel sont consultables en contexte dans leur fichier d'origine.
STAR Transit intègre un outil de gestion terminologique, TermStar, dans lequel sont stockées les préférences terminologiques du client ou les propositions terminologiques des traducteurs.